# Lago Zajsan
Il lago Zajsan (in kazako: Зайсан көлі, in russo: озеро Зайсан) è un lago d'acqua dolce del Kazakistan situato tra i monti Altaj e Tarbagataj, nella regione del Kazakistan Orientale.
Il lago si estende su una superficie di circa 1.810 km² e si trova ad un'altitudine di 420 metri sul livello del mare, è lungo 105 km e largo tra i 22 e i 48 km, con una profondità massima di 15 m. I suoi principali affluenti sono i fiumi Kara-Irtysh (Irtysh Nero) e Kendyrlyk, mentre suo unico emissario è il fiume Irtysh.
Il lago è generalmente gelato da inizio novembre a fine aprile.